# Bartholomäus Fersterer
Bartholomäus Fersterer (* 4. Mai 1882 in Saalfelden am Steinernen Meer, Salzburg; † 6. Juli 1949 ebenda) war ein österreichischer Politiker. Er gehörte zwar keiner politischen Partei an, wird jedoch zum christlichsozialen Lager gerechnet.

## Leben
Nach dem Besuch der Volksschule war Bartholomäus Fersterer zunächst Knecht, später Tagelöhner auf verschiedenen Bauernhöfen im Bundesland Salzburg. Nachdem er kurzzeitig als Maurer seinen Lebensunterhalt bestritten hatte, fand er ab 1912 Arbeit am so genannten Kühmaierhof in Saalfelden.
1919 begann seine politische Karriere, als er in den Gemeinderat von Saalfelden gewählt wurde. 1929 folgte seine Wahl zum Bürgermeister; er blieb es bis zum Anschluss Österreichs an Deutschland, im Jahr 1938. Am 25. April 1934 wurde Fersterer in Wien als Mitglied des Bundesrates vereidigt. Fersterer zählt bis heute zu den Bundesräten mit der kürzesten Amtszeit, da er bereits nach nur einer Woche, am 2. Mai 1934, aus der zweiten österreichischen Parlamentskammer ausschied, um ein Mandat im Salzburger Landtag anzunehmen. Fersterer war danach – ebenfalls bis 1938 – als Landtagsabgeordneter aktiv.
1938 wurde Fersterer durch das NSDAP-Mitglied Hans Großlercher als Bürgermeister von Saalfelden ersetzt. Bis 1945 wurde er mehrmals, aus nicht näher genannten Gründen, inhaftiert.